# Дуброво (Краснобродський міський округ)
Ду́брово (рос. Дуброво) — селище у складі Краснобродського міського округу Кемеровської області, Росія.

## Населення
Населення — 196 осіб (2010; 235 у 2002).
Національний склад (станом на 2002 рік):
- росіяни — 84 %